# Susan Helms
Susan Jane Helms (Charlotte, 26 febbraio 1958) è un'ex astronauta statunitense.
Helms è stata un membro dell'equipaggio di quattro missioni dello Space Shuttle e ha soggiornato presso la Stazione spaziale internazionale per circa cinque mesi nel 2001. Durante tale soggiorno (nell'Expedition 2), lei e James Voss condussero attività extraveicolare per 8 ore e 56 minuti, a quella data la più lunga mai effettuata. Nel 2006 è diventata ufficiale comandante del 45º Space Wing ubicato nella Patrick Air Force Base.